# Даценко Ірина Іванівна
Даценко Ірина Іванівна (30 січня 1925, Рівне — 23 березня 2006, Львів) — професор, завідувач кафедри загальної гігієни з екологією (1970-99), декан санітарно-гігієнічного факультету Львівського медичного інституту (1968—1978). Дійсний член НТШ.

## Життєпис та науково-педагогічна діяльність
Народилася 30 січня 1925 року на Волині, в Рівному в родині економіста. Там же закінчила Першу українську гімназію.
Закінчила медичний факультет Львівського медичного інституту (1951) (нині Львівський національний медичний університет імені Данила Галицького) з відзнакою і разом зі своїм чоловіком, однокурсником Яковом Кравчуком, поїхала за призначенням працювати в Сокальську районну лікарню на Львівщині. Ірина — терапевтом, а Яків — хірургом.
1953 року була зарахована в аспірантуру при кафедрі загальної гігієни Львівського державного медичного інституту, яку в той час очолював професор Мартинюк Влас Захарович. Під час навчання в аспірантурі паралельно працювала викладачем у фельдшерській школі, де набула відповідного досвіду спілкування з учнями у студентській аудиторії. Наукові дослідження також виконувала з набутим уже досвідом і тому активно взялася за наукову працю, над якою працював колектив кафедри. Тематика була присвячена вивченню різних аспектів хронічної інтоксикації оксидом вуглецю. Успішно захистила кандидатську дисертацію у 1955 році на тему «Забруднення оксидом вуглецю (СО) повітря кабін автомобілів і вулиць Львова та його вплив на організм робітників».
Результати досліджень цієї тематики лягли в основу дисертацій багатьох працівників кафедри, а саме: X. Сторощук, В. Попова, Д. Дев'ятки, Б. Штабського, М. Гжегоцького, В. Нижегородова. До опрацювання цієї тематики, висвяченої хронічним інтоксикаціям оксиду вуглецю, приєдналися і працівники кафедри біологічної хімії, яку очолював професор Собчук Богдан Антонович.
У 1960 році Ірина Даценко була обрана доцентом кафедри. Обсяг роботи значно збільшився. Тоді вона вже формувалася як молодий лектор, який в основу своїх виступів поклав не лише набуті з літературних джерел знання, а й багатий досвід та знання свого вчителя Власа Мартинюка. Поступово з'являлися оригінальні публікації, особливо в журналах «Гігієна і санітарія», «Український біохімічний журнал», «Лікарська справа» та ін.
У 1967 році Ірина Даценко успішно захистила докторську дисертацію на тему "Оксид вуглецю у навколишньому середовищі і можливість хронічної інтоксикації. Невдовзі на базі дисертації написано спільну з професором Власом Мартинюком першу монографію «Інтоксикація оксидом вуглецю та шляхи її послаблення».
У 1968 році Ірина Даценко була обрана на посаду декана санітарно-гігієнічного факультету. Ці обов'язки виконувала протягом десяти років, віддаючи багато сил і енергії підготовці санітарних кадрів України.
У 1970 році присвоєне вчене звання професора. Того самого року І. Даценко обрали на посаду завідувачки кафедри загальної гігієни з екологією Львівського державного медичного інституту.
Померла у Львові, похована на 63 полі Янівського цвинтаря.

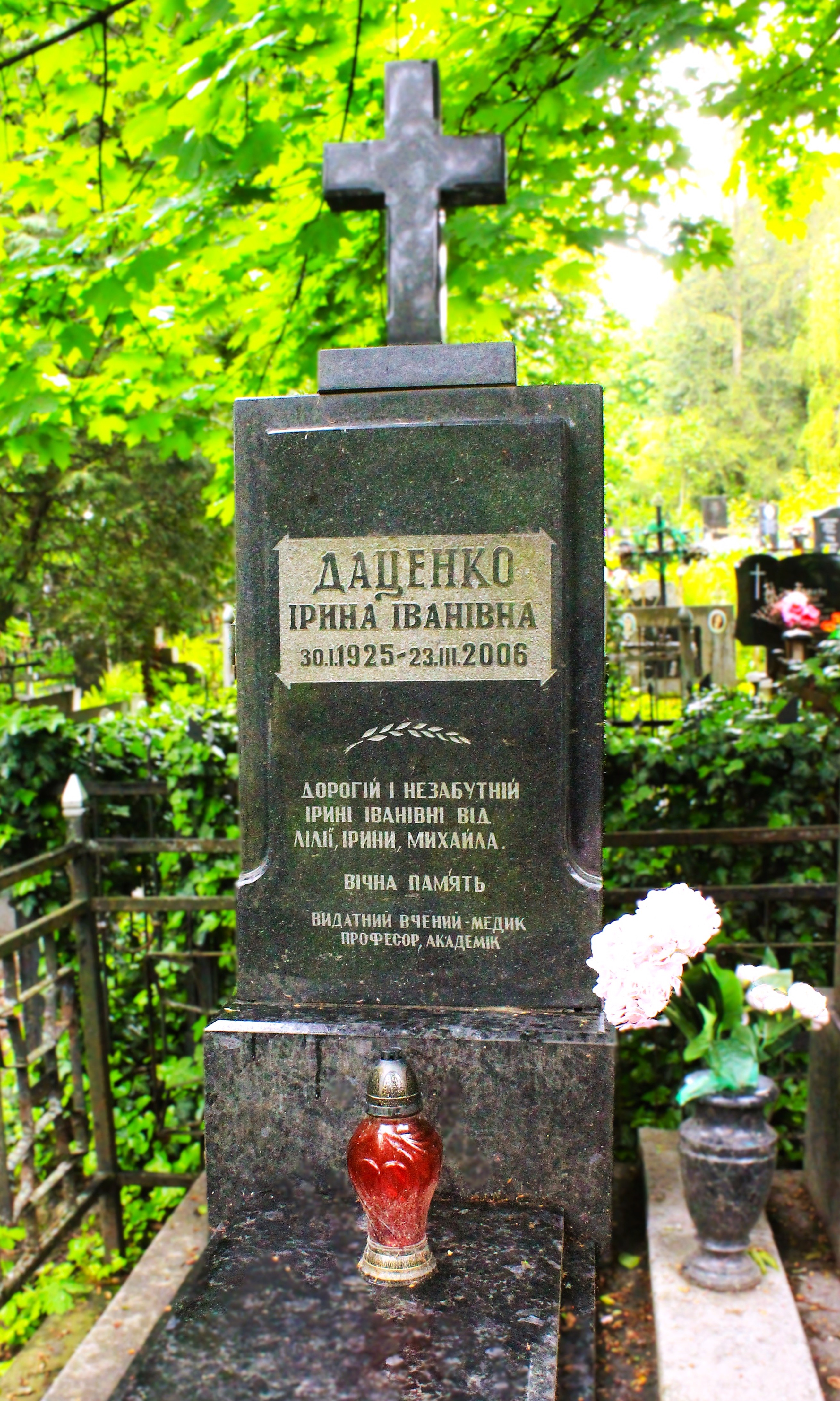
Надгробок на могилі професора медицини Ірини Даценко.

Працювала: терапевт Сокальської районної лікарні Львівської обл. (1952); аспірант (1952-55), асистент (1955-59), доцент (1959-69), професор (1969-70), завідувач (1970-99), професор (1999—2006) кафедри загальної гігієни з екологією, декан санітарно-гігієнічного факультету (1968-78) Львівського медичного університету.
Кандидат медичних наук (1955), доцент (1960), доктор медичних наук (1967), професор (1970). Академік АН ВШ України (2002). Дійсний член НТШ (1992), голова лікарської комісії і редколегії лікарського збірника НТШ, почесний член УЛТ.
Автор близько 350 наукових праць, серед них низка монографій, підручників, словників, авторських свідоцтв на винаходи.
Підготувала 20 кандидатів наук.
Напрями наукових досліджень: гігієна довкілля та гігієна атмосферного повітря, зокрема, вивчення біологічної дії та гігієнічного значення чинників зовнішнього середовища малої інтенсивності в умовах населених місць; опрацьовані нові методи визначення хімічних речовин у повітрі та сформульована концепція розвитку хронічної інтоксикації оксидом вуглецю; вивчено стан забруднення полютантами повітряного середовища Львова та їх вплив на організм; встановлено гранично допустимі концентрації низки хімічних речовин у довкіллі.

## Основні праці
1. Загрязнение окисью углерода воздуха кабин автомобилей и улиц Львова и влияние ее на организм работников автотранспорта (канд. дис.). Львів, 1955;
2. Окись углерода во внешней среде и возможность хронических интоксикаций (докт. дис.). Львів, 1966;
3. Даценко І. І. Інтоксикація окисом вуглецю та шляхи її послаблення: монографія / І. І. Даценко, В. З. Мартинюк. — Київ: Здоров'я, 1971. — 126 с. : табл.;
4. Химическая промышленность и охрана окружающей среды (монографія). Київ: Вища школа, 1986 (співавт.);
5. Основи соціоекології (монографія). Київ: Вища школа, 1995 (співавт.);
6. Даценко І. І. Умови праці з комп'ютером і їх оптимізація: посібник / І. І. Даценко, Р. Д. Габович, М. Є. Йонда ; відп. за вип. І. І. Даценко. — Львів, 1996. — 68 с. : іл.;
7. Сучасні проблеми гігієни навколишнього середовища / І. І. Даценко, О. Б. Денисюк, С. Л. Долошицький [та ін.] ; Наук. т-во ім. Шевченка у Львові, Львів. держ. мед. ун-т. — Львів, 1997. — 136 с.;
8. Профілактична медицина. Загальна гіґієна з основами екології (підручник). Київ: Здоров'я, 1999 (співавт.);
9. Гігієна і екологія людини (підручник). Львів, 2000.
10. Даценко І. І. Профілактична медицина. Загальна гігієна з основами екології: підруч. для студ. вищ. мед. навч. закл. III—IV рівнів акредитації, лікарів-інтернів та курсантів / І. І. Даценко, Р. Д. Грабович. — 2-ге вид., перероб. і допов. — Київ: Здоров'я, 2004. — 788 с.
11. Даценко І. І. Гігієна дітей і підлітків: підруч. для студ. вищих мед. навч. закл. I—IІІ рівнів акредитації / І. І. Даценко, М. Б. Шегедин, Ю. І. Шашков. — Київ: Медицина, 2006. — 303 с.